# Hagenbach, Haut-Rhin
Hagenbach là một xã ở tỉnh Haut-Rhin trong vùng Grand Est ở đông bắc Pháp. Xã này có diện tích 4,81 km², dân số năm 1999 là 689 người. Khu vực này có độ cao 285 mét trên mực nước biển.